# Scarus prasiognathos
Scarus prasiognathos és una espècie de peix de la família dels escàrids i de l'ordre dels perciformes.

## Morfologia
Els mascles poden assolir els 70 cm de longitud total.

## Distribució geogràfica
Es troba des de les Maldives fins a Papua Nova Guinea, les Illes Ryukyu, les Filipines i Palau.